# 李胤 (嗣曹王)
李胤（?—?），唐朝宗室，唐太宗曾孙，曹王李明之孙，黎国公李杰之子。

## 生平
他的伯父南州别驾零陵王李俊、父亲黎国公李杰，在垂拱四年被武则天处死。神龙初年，唐中宗以李胤为嗣曹王，追赠李杰为太子中允。当时，诸王子孙自岭南还京，入见唐中宗，都号哭哀恸，中宗也为之泣下。武则天时，宗室长大的被诛杀而死，幼年的没为官奴，或藏匿在民间为庸保。这时，相继出来，中宗随属远近封拜。李胤之叔李备自南州还，诏停李胤之封而封李备为嗣曹王。开元十二年（724年），唐玄宗再封李胤为嗣曹王、银青光禄大夫、右武卫将军（李戢墓志铭作左武卫将军），宗正少卿，赠太子詹事。王妃金氏，生李戢。李胤去世后，李戢嗣曹王，李戢之子李皋。

## 子孙
- 李戢，嗣曹王、左卫率府中郎将，棣王友
  - 李皋，字子兰，嗣曹王、江南东道节度使、户部尚书
    - 李太古[1]
    - 李道古，左金吾卫将军
      - 李纮，进士学
      - 李绰
      - 李绍
      - 李绾
      - 李缜虔，出继李象古
      - 李绛，嗣曹王
      - 李绅
      - 李贡，嫁崔某
      - 李会，嫁郑季毗

    - 李象古，安南都护
    - 李师古
    - 李遵古
    - 李执古
    - 李复古

  - 李氏，嫁王某
  - 李氏，嫁崔至